# Ausa (Maharashtra)
Ausa es una ciudad y  municipio situada en el distrito de Latur en el estado de Maharashtra (India). Su población es de 36118 habitantes (2011). 

## Demografía
Según el censo de 2011 la población de Ausa era de 36118 habitantes, de los cuales 18527 eran hombres y 17591 eran mujeres. Ausa tiene una tasa media de alfabetización del 79,57%, inferior a la media estatal del 82,34%: la alfabetización masculina es del 84,52%, y la alfabetización femenina del 74,12%.